# کنشگری قضایی
کنشگری قضایی اشاره به احکام قضائی دارد که مشکوک به ملاحظات شخصی یا سیاسی باشند تا بر اساس قانون موجود. این اصطلاح گاهی به عنوان متضاد خویشتن‌داری قضایی به کار می‌رود. تعاریف کنشگری قضایی، و این که چه تصمیمات مشخصی کنشگرانه‌اند، یک مسئله سیاسی مجادله‌برانگیز است، خصوصاً در ایالات متحده آمریکا. مسئله کنشگری قضایی ارتباط نزدیکی با تفسیر قانون اساسی، تفسیر قوانین موضوعه، و اصل تفکیک قوا دارد.

## مثال‌ها
آنچه در پی می‌آید به عنوان مثال‌هایی از کنشگری قضایی یاد می‌شود:
- براون در برابر هیئت آموزش – ۱۹۵۴ حکم دیوان عالی در خصوص محو جداسازی نژادی از مدارس دولتی.[۲]
- رو در برابر وید – حکم ۱۹۷۳ دیوان عالی در خصوص جرم زدایی از سقط جنین.[۳]
- بوش در برابر گور – دیوان عالی ایالات متحده آمریکا پرونده بین کاندیداهای انتخابات ریاست‌جمهوری سال ۲۰۰۰ ایالات متحده آمریکا، جرج دبلیو بوش و ال گور. قضات ۵–۴ رأی دادند که بازشماری آرای فلوریدا متوقف شود و در نتیجه جرج بوش به ریاست جمهوری رسید.[۴]
- رد صلاحیت یوسف‌رضا گیلانی نخست وزیر پاکستان توسط قاضی دیوان عالی افتخار چودری.[۵]